# Солдатское (Днепропетровская область)
Солдатское (укр. Солдатське) — село,
Ниво-Трудовский сельский совет,
Апостоловский район,
Днепропетровская область,
Украина.
Код КОАТУУ — 1220387707. Население по переписи 2001 года составляло 241 человек.

## Географическое положение
Село Солдатское находится в 2-х км от села Шевченко, в 2,5 км от села Зоряное и в 6-и км от города Апостолово.